# Бенин на летних Олимпийских играх 2000
Бенин принимал участие в Летних Олимпийских играх 2000 года в Сиднее (Австралия) в седьмой раз за свою историю, но не завоевал ни одной медали. Страну представляли трое мужчин и одна женщина.

## Лёгкая атлетика
Спортсменов — 2
Мужчины
| Спортсмен      | Вид  | Забег     | Забег | Четвертьфинал | Четвертьфинал | Полуфинал | Полуфинал | Финал     | Финал     |
| Спортсмен      | Вид  | Результат | Место | Результат     | Место         | Результат | Место     | Результат | Место     |
| -------------- | ---- | --------- | ----- | ------------- | ------------- | --------- | --------- | --------- | --------- |
| Паскаль Дангбо | 200м | 21,54     | 7     | Не прошёл     | Не прошёл     | Не прошёл | Не прошёл | Не прошёл | Не прошёл |

Женщины
| Спортсмен  | Вид  | Забег     | Забег | Четвертьфинал | Четвертьфинал | Полуфинал | Полуфинал | Финал     | Финал     |
| Спортсмен  | Вид  | Результат | Место | Результат     | Место         | Результат | Место     | Результат | Место     |
| ---------- | ---- | --------- | ----- | ------------- | ------------- | --------- | --------- | --------- | --------- |
| Лора Кутей | 100м | 12,40     | 6     | Не прошла     | Не прошла     | Не прошла | Не прошла | Не прошла | Не прошла |

## Теннис
Спортсменов — 1
Мужчины
| Кристоф Поньон | Одиночный разряд | Густаво Куэртен Пор. 1-6, 1-6 | Не прошёл |

## Тхэквондо
Спортсменов — 1
Мужчины
| Спортсмен          | Категория | 1/16                | Четвертьфинал        | Полуфинал            | Утешительный четвертьфинал | Утешительный полуфинал | Финал                |
| Спортсмен          | Категория | Соперник Результат  | Соперник Результат   | Соперник Результат   | Соперник Результат         | Соперник Результат     | Соперник Результат   |
| ------------------ | --------- | ------------------- | -------------------- | -------------------- | -------------------------- | ---------------------- | -------------------- |
| Станислас Огуджоби | 68 кг     | Азиз Ачарки Пор 0-7 | Закончил выступление | Закончил выступление | Закончил выступление       | Закончил выступление   | Закончил выступление |